# Plaus
Plaus (italienisch ebenfalls Plaus) ist eine italienische Gemeinde mit 756 Einwohnern (Stand 31. Dezember 2023) in Südtirol. 

## Geographie
Plaus befindet sich im unteren Vinschgau westlich von Meran an der Etsch. Aufgrund ihrer Nähe zu Meran ist die Gemeinde jedoch nicht der Bezirksgemeinschaft Vinschgau zugeordnet, sondern der Bezirksgemeinschaft Burggrafenamt zugeordnet. Das kleine Dorfzentrum liegt auf 519 m Höhe auf der orographisch rechten Seite im breiten Talboden des Etschtals. Nur ein schmaler Gebietsstreifen reicht auf die gegenüberliegende Seite der Etsch hinüber. Südlich des Talbodens steigt das Gemeindegebiet über die Hänge des Nördersbergs zum Bergrücken des Vigiljochs empor, dem nordöstlichsten Ausläufer des Zufrittkamms der Ortler-Alpen. Dort erreicht Plaus am Rauhen Bichl auf  2018 m seinen höchsten Punkt.

## Geschichte
Der Ort wird erstmals um 1170 als „de Palude“ und sodann 1227 als „Palus“ (lateinisch Sumpf) erwähnt. 1391 erscheint die deutschsprachige Form „pharr ze Pallaus“ (Pfarre Plaus). Die Gemeinde gehörte bis zum Ende des Ersten Weltkriegs zum Gerichtsbezirk Meran und war Teil des Bezirks Meran.

## Politik
Bürgermeister seit 1952:
- Franz Gerstgrasser: 1952–1956
- Mario Menapace: 1956–1960
- Matthias Kuppelwieser: 1960–1964
- Alois Zwischenbrugger: 1964–1975
- Alois Kuppelwieser: 1975–1980
- Luis Kuppelwieser: 1980
- Alois Zwischenbrugger: 1980–1981
- Herbert Mantinger: 1982–1985
- Arnold Schuler: 1985–2008
- Jürgen Klotz: seit 2009

## Bevölkerung
Plaus ist gemäß den erhobenen Sprachgruppenzugehörigkeitserklärungen bzw. Sprachgruppenzuordnungserklärungen eine weitgehend deutschsprachige Gemeinde. Als Berechnungsgrundlage der folgenden Prozentwerte wurden die gültigen Erklärungen von Personen mit italienischer Staatsbürgerschaft herangezogen.
| Sprache     | 1981    | 1991    | 2001    | 2011    | 2024    |
| ----------- | ------- | ------- | ------- | ------- | ------- |
| Deutsch     | 99,43 % | 99,47 % | 99,01 % | 97,58 % | 95,27 % |
| Italienisch | 0,57 %  | 0,53 %  | 0,99 %  | 2,42 %  | 4,57 %  |
| Ladinisch   | 0,00 %  | 0,00 %  | 0,00 %  | 0,00 %  | 0,15 %  |

## Bildung
In Plaus gibt es eine Grundschule für die deutsche Sprachgruppe.

## Verkehr
Plaus ist über eine kleine Zufahrtsstraße mit der SS 38 verbunden. Die Vinschgaubahn bietet am Bahnhof Plaus eine Zugangsstelle. Für den regionalen Radverkehr ist Plaus durch die Radroute 2 „Vinschgau–Bozen“ erschlossen.

## Sehenswertes
Luis Stefan Stecher gestaltete 1996–2001 in den Nischen der Friedhofsmauer der Pfarrkirche einen Totentanz-Zyklus.

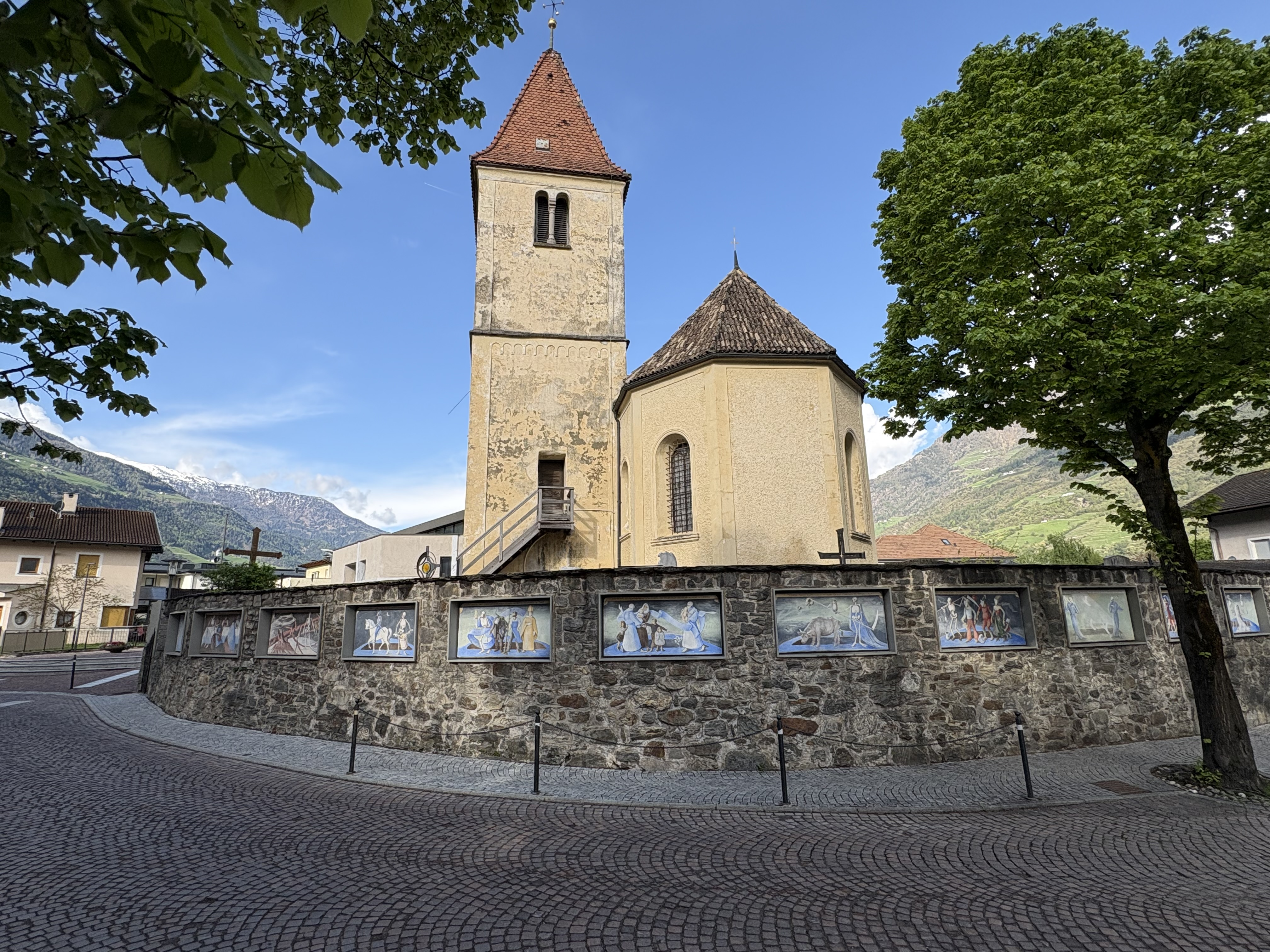
St. Ulrich
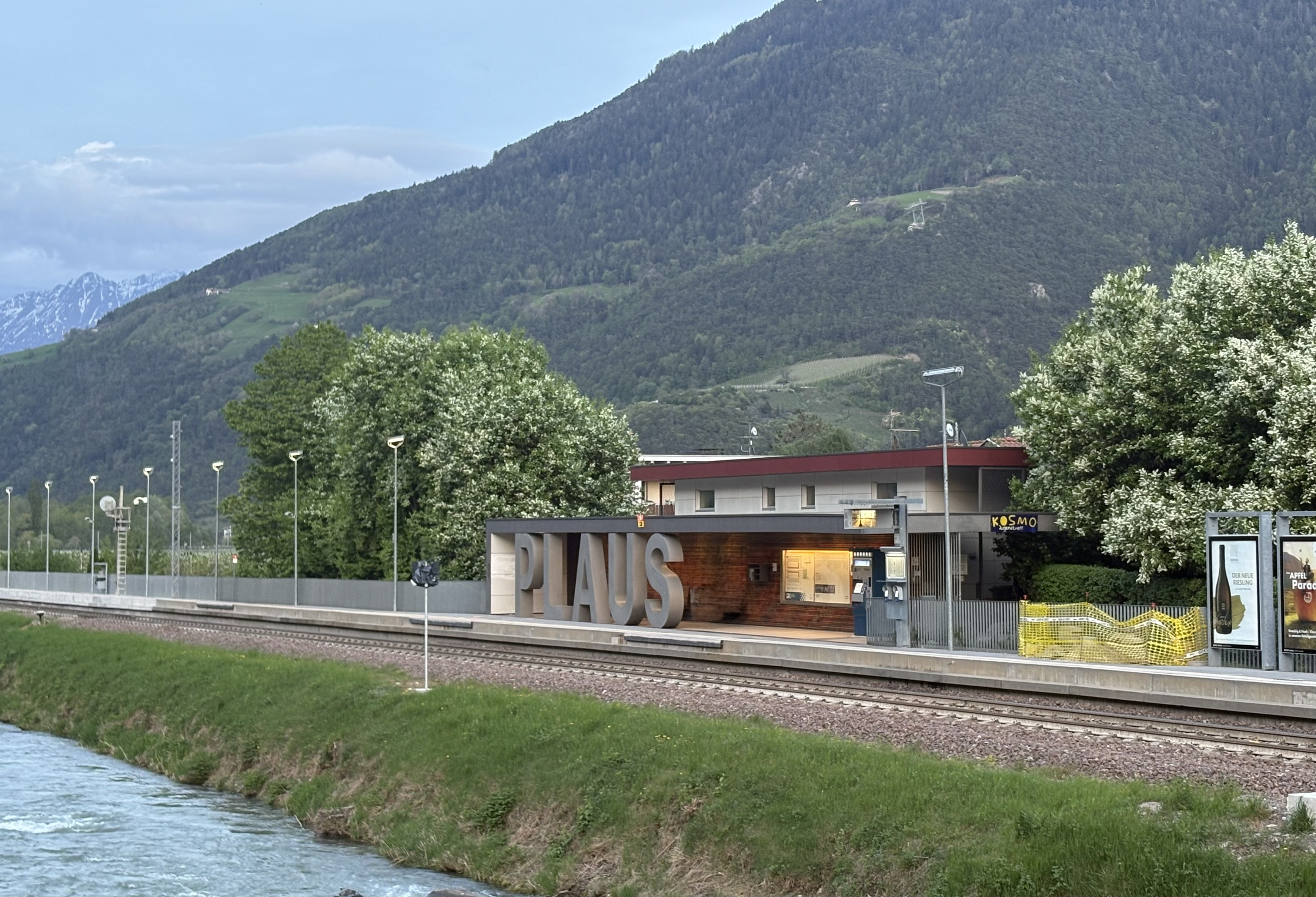
Bahnhof